# Epoxies
Gli Epoxies sono una band statunitense, proveniente da Portland, nell'Oregon, formatasi nel 2000.
Decisamente influenzati dalla musica punk rock e dalla new wave, la band si è auto definita "robot del garage rock" . Gli attuali membri comprendono Fritz M. Static al sintetizzatore, Viz Spectrum alla chitarra, la cantante Roxy Epoxy, Shock Diode al basso, e Ray Cathode alla batteria. Il gruppo è accresciuto in popolarità grazie ai lunghi tour negli Stati Uniti ed in Europa. Sono anche conosciuti per usare nelle loro esibilzioni effetti speciali e costumi sportivi cuciti da loro stessi, principalmente con del nastro adesivo.
Gli Epoxies fondono il punk rock con la new wave, i testi sono strettamente imperniati su temi derivati dalla fantascienza.

## Storia

### Gli inizi (2000-2002)
Nella metà degli anni novanta i membri della band erano già coinvolti con altri gruppi punk dell'area di Portland.  In particolare, Static suonò con gli The Automatics, dei quali Roxy scattò le fotografie dei relativi album.
FM e Viz concepirono dei costumi di scena composti da tubi di gomma e scatole di refrigerazione colorate con dello spray. Ma tale abito risultava scomodo nelle esibizioni musicali, data l'impraticabilità di suonare la chitarra indossando una scatola. Nel frattempo Kid Polymer entrò nella band come bassista, mentre FM e Viz decisero di continuare ad elaborare idee sui costumi. Dr. Grip e Roxy furono gli ultimi ad entrare nel progetto, nel 2000, e completarono la prima formazione.  La band assunse il nome di Adhesives prima di scoprire che un altro gruppo esisteva con la medesima denominazione.
Nel settembre del 2001 gli Epoxies pubblicarono il loro primo lavoro omonimo su Dirtnap Records. Il vinile 7" conteneva le tracce Need More Time, Molded Plastic ed una reinterpretazione di Beat My Guest degli Adam & the Ants. Questo lavoro avrebbe costituito l'inizio di una prolungata collaborazione tra l'etichetta e una serie di band tra le quali si annoverano i Briefs e gli Spits.

### Gli sviluppi (2002-2006)
Il 7" costituì la base di un album di studio che fu pubblicato nel marzo del 2002, che venne seguito da un intensivo tour nella West Coast. In agosto però Kid Polymer lasciò la band e fu sostituito al basso da Shock Diode.
Il 2002 vide anche la pubblicazione di un singolo 7", Synthesised, assieme ad un lato-b, cover della canzone Clones (We're All) di Alice Cooper. Verso la fine dell'anno, e prima del loro tour americano, gli Epoxies iniziarono a lavorare sul loro primo EP su CD per venderlo durante le esibizioni. Subito dopo Dr. Grip decise di lasciare il gruppo e fu sostituito da Ray Cathode.
Gli Epoxies continuarono il loro tour attraverso gli Stati Uniti per il 2003 e il 2004, aprendo spesso per i Groovie Ghoulies. Nel 2004, per la prima volta, suonarono in Europa assieme ai NOFX. L'anno successivo Need More Time uscì nuovamente nella compilation Rock Against Bush, Vol. 1, con la Fat Wreck Chords.
Questa collaborazione portò gli Epoxies a produrre con la Fat Wreck Chords il loro secondo album, Stop the Future, uscito nell'aprile 2005, che contiene una reinterpretazione degli Scorpions, Robot Man. Il CD presentava sia le canzoni breve e veloci di sempre che brani più lenti e melodici, come quello di chiusura, Toys (la loro prima traccia ad essere più lunga di 4:30).
Hanno passato buona parte del 2005 e del 2006 a suonare con band come gli Aquabats e i Phenomenauts, gli Smoke or Fire, anche loro della Fat Wreck Chords, i Soviettes, gli Against Me! e un altro gruppo pop punk, i Teenage Bottlerocket.
Durante questo calendario fitto di impegni, la band ha registrato di nuovo il singolo Synthesised in lingua simlish per l'uscita, nel 2006, del gioco per computer The Sims 2: Open for Business.

### Eventi recenti
Gli Epoxies hanno firmato un contratto con la Metropolis Records all'inizio del 2007 e in agosto è uscito un EP chiamato My New World. Come segnalato sul sito della Metropolis, il gruppo ha deciso di registrare un album da pubblicare più avanti durante l'anno.

## Stile
Gli Epoxies si formarono per contrastare il pop rock dell'epoca. Ai membri iniziali sembrava infatti che gli aspetti riguardanti il divertimento e la performance sul palco venissero ignorati ed è proprio questo sentimento che caratterizza i loro spettacoli coinvolgenti e i loro sgargianti costumi fatti in casa.
Per accentuare il loro dissenso verso la musica convenzionale, la band ha deciso di includere un sintetizzatore fra i propri strumenti; nel farlo avevano "l'intento di colpire le persone, perché è uno strumento proprio fuori moda". Con il crescente utilizzo di sintetizzatori nel pop rock ed essendo spesso paragonati a gruppi come i The Bravery e i The Killers, però, gli Epoxies si sono chiesti se non erano diventati una band "troppo alla moda", piuttosto che raggiungere il loro obiettivo iniziale.
Uno dei sintetizzatori FM usati più spesso è un Monophonic Roland SH-101.
Viz suona un Washburn AF-40 "Ace Frehely" dall'aspetto futuristico, in quanto è stata ridipinta e modificata in modo da contenere un laser e una serie di LED.

## Discografia

### Album in studio
- 2002 - Epoxies
- 2005 - Stop the Future

### EP
- 2001 - Epoxies
- 2002 - Epoxies
- 2007 - My New World

### Singoli
- 2002 - Synthesised

### Compilation
- 2003 - Dirtnap Across the Northwest
- 2004 - Rock Against Bush, Vol. 1
- 2005 - Old Skars and Upstarts 2005
- 2005 - Rock Against Floyd